# Электротяжмаш
ГП «Завод «Электротяжмаш» (укр. ДП «Завод «Електроважмаш») —  советский и украинский завод, один из крупнейших в Харькове.
Входит в перечень предприятий, имеющих стратегическое значение для экономики и безопасности Украины.
Специализируется на разработке и выпуске турбогенераторов, гидрогенераторов, крупных электрических машин постоянного тока, комплектного электрооборудования для городского и железнодорожного электротранспорта.

## История

### 1946—1991
«Харьковский электротяговый завод» (ХЭТЗ) был построен на месте Государственного авторемонтного завода (ГАРЗ), переданного в 1940 году наркомату электропромышленности и введён в строй в 1946 году.
В 1947 году завод выпустил первый электродвигатель для тепловоза ТЭ-1.
В 1953 году завод получил новое название — «Государственный Союзный Харьковский завод тепловозного электрооборудования».
В 1954 году завод освоил производство турбогенераторов для ТЭС и АЭС.
Декабрь 1958 — изготовлен первый турбогенератор мощностью 200 МВт для Северной ГРЭС (Азербайджан).
В июне 1959 года завод получил новое название — Харьковский завод тяжёлого электромашиностроения «Электротяжмаш». Завод производил тяговые генераторы, тяговые электродвигатели для тепловозов ТЭ3.
В 1960 году при заводе «Электротяжмаш» был создан НИИТЭМ.
В феврале 1961 года постановлением Совета Министров УССР заводу присвоено название Харьковский завод «Электротяжмаш» имени В. И. Ленина.
В декабре 1970 на заводе изготовлен турбогенератор мощностью 1000 МВт.
В 1985 году завод начал выпуск соковыжималок «Росинка».
В 1987 году — выпущена первая малогабаритная стиральная машина «Харьковчанка».

### После 1991
В 1992—1993 годы завод начал производство электродвигателей для троллейбусов и трамваев.
В 1994 году освоено производство двигателей для электровозов, электрооборудования для дизель-поездов и дизель-электростанций.
В августе 2004 завод разработал и изготовил комплект тягового оборудования для первого украинского пассажирского магистрального тепловоза ТЭП150 производства ОАО ХК «Лугансктепловоз».
2004 год завод закончил с убытком в размере 2,03 млн гривен, 2005 год — с прибылью в размере 12 млн гривен.
Декабрь 2006 — изготовлен первый тяговый электродвигатель ЭДП 810 для электровоза 2ЭС6 ООО «Уральские локомотивы».
В августе 2009 — получено авторское свидетельство о регистрации компьютерной программы «Расчет Эвольвенты 2009», разработчиками которой являются работники ГП завод «Электротяжмаш».
В октябре 2009 года завод произвёл модернизацию производства: в эксплуатацию были введены обрабатывающий центр «Verus» итальянского производства стоимостью 3 млн евро и лентоизолировочный станок ЛИС-10 производства российской компании «Модестат».
В 2009 году стоимость выпущенной заводом продукции составила 811 млн гривен. Летом 2010 года предприятие продолжило техническое перевооружение: были куплены и установлены многофункциональный станок производства американской компании «CAM Innovation» стоимостью около 3 млн долларов США и оборудование производства итальянской компании «Parmigiani» стоимостью 6 млн гривен.
Сентябрь 2010 — испытан и принят в промышленную эксплуатацию гидрогенератор СВ 866/70-52М мощностью 23 МВт на ГЭС «Варцихе», Грузия.
Апрель 2010 — изготовлен и испытан головной образец турбогенератора ТА-6-2МУ2 серии турбогенераторов с воздушным охлаждением.
Январь 2010 — на Днестровской ГАЭС запущен в эксплуатацию гидрогенератор-двигатель СВО 1255/255-40 мощностью 421 МВт.
В ноябре 2010 года завод разработал тяговый асинхронный электродвигатель типа АД-903 мощностью 180 кВт для троллейбусов.
В 2010 году стоимость выпущенной заводом продукции составила 875 млн гривен; рост объёмов производства составил 7,9 %, чистая прибыль предприятия составила 36 млн гривен.
В апреле 2011 года с целью оптимизации расходов детский оздоровительный лагерь «Лесная сказка» был снят с баланса завода и передан в коммунальную собственность Чугуевского района Харьковской области.
Август 2011 — изготовлен тяговый агрегат А723АУ2 для первого российского тепловоза с асинхронным тяговым приводом 2ТЭ25А «Витязь» и отгружен на ОАО «Коломенский завод» для комплектации дизель-генератора тепловоза.
Сентябрь 2012 — для переклиновки обмотки статора гидрогенератора-двигателя СВО 1255/255-40УХЛ4 впервые был применен современный материал — ветронит.
Июль 2012 — пройден ресертификационный аудит системы менеджмента качества предприятия на соответствие требованиям ISO 9001:2008.
В декабре 2013 на Днестровской ГАЭС заработал 2-й энергоблок с гидрогенератором-двигателем производства завода «Электротяжмаш».
В апреле 2014 «Электротяжмаш» отгрузил турбогенератор ТГВ-325 для модернизации энергоблока № 5 на ТЭС «Аксу» (Казахстан).
В августе 2014 года завод был привлечён к программе импортозамещения продукции российского производства (в марте 2015 завод начал выполнение первого контракта по программе импортозамещения).
В ноябре 2014 завод завершил изготовление третьего гидрогенератора-двигателя СВО 1255/255-40 УХЛ4 для Днестровской ГАЭС
В сентябре 2014 года в связи с сокращением объёмов производства завод перешёл на неполную рабочую неделю, количество работников в течение 2014 года сократилось на 900 человек, но уровень производства 2014 года остался практически на уровне производства 2013 года (общая стоимость выпущенной в 2014 году продукции составила 2,2 млрд гривен).
В то же время, в 2014 году «Электротяжмаш» под руководством В.Н.Глушакова занял первое место на Украине среди крупных и средних предприятий по основному виду деятельности — производство электродвигателей, генераторов и трансформаторов. Рейтинг был составлен Оргкомитетом Национального бизнес-рейтинга на Украине по таким видам финансово-хозяйственной деятельности: «Прибыльность и ликвидность», «Масштабы производства и платежеспособности», «Социальные показатели», «Эффективность использование ресурсов» и «Инвестиционная привлекательность». Завод «Электротяжмаш» награждён Национальным сертификатом и Медалью за победу.
5 февраля 2015 на заводе был создан мобилизационный штаб.
В феврале 2015 года завод «Электротяжмаш» получил сертификат соответствия требованиям международного стандарта железнодорожной промышленности IRIS.
5 мая 2015 года завод успешно завершил начатое в мае 2014 года изготовление узлов для модернизации гидрогенератора Днепровской ГЭС-2, однако в целом, в первом полугодии 2015 года завод существенно сократил объёмы производства.
28 мая 2015 года было установлено, что бомбоубежище завода непригодно к эксплуатации.
В сентябре 2015 года «Электротяжмаш» подготовил к отгрузке турбогенератор ТГВ-550-2МУ3 для Экибастузской ГРЭС-1 (Казахстан).
В сентябре 2016 года «Электротяжмаш» принял участие в выставке InnoTrans 2016, которая проходила в Берлине (Германия).
В конце 2019 года «Электротяжмаш» был включен в список предприятий, подлежащих приватизации. Сразу после этого, в ноябре 2019 года, был заменен генеральный директор предприятия Д.В.Костюк экс-генерального директора Запорожогнеупор В.М. Бусько. Вместе с ним в течение первого полугодия 2020 года в высшее руководство заводом были переведены ТОП-менеджеры других предприятий Метинвеста. После этого у завода начались проблемы и с 1 июля 2020 года предприятие было остановлена из-за невозможности заплатить харьковскому Водоканалу за водоотведение .

#### Итоги работы за 9 месяцев 2016
За 9 месяцев 2016 года уменьшил размер убытка в 6 раз. Объём реализованной продукции составил 1 миллиард грн. Доля экспортных поставок составила более 92 % всех продаж. За аналогичный период 2015 года — практически 80 %. Кроме того, за этот период завод погасил кредиты в ПАО «Проминвестбанк» и ПАО «Альфа-Банк» на общую сумму 29,9 млн грн. без привлечения дополнительных кредитов. С 1 июля текущего года оклад сотрудников повысился на 19 %.

## Общие сведения о предприятии
Гидрогенераторы производства завода установлены на Каховской, Кременчугской, Киевской, Каневской и Днестровской ГЭС на Украине; Эзминской, Новосибирской и Гергебильской ГЭС в России; ГЭС «Варцихе» и «Жинвали» в Грузии; ГЭС «Пурнари-2» в Греции; ГЭС «Клостерфос» в Норвегии.
Гидрогенераторы-двигатели производства завода установлены на Киевской, Ташлыкской и Днестровской ГАЭС на Украине; Круонисской ГАЭС в Литве; ГАЭС «Жарновец» в Польше.
Турбогенераторы производства завода установлены на Змиевской, Приднепровской, Зуевской, Криворожской, Углегорской, Ладыжинской, Трипольской, Бурштынской, Старобешевской, Кураховской, Луганской, и др. ГРЭС и ТЭЦ на Украине, на многих тепловых электростанциях России, Белоруссии, Казахстана и других стран.

## Государственные награды
- орден Ленина (1966)[1]